# روث لنگزفورد
روث لنگزفورد (انگلیسی: Ruth Langsford؛ زادهٔ ۱۷ مارس ۱۹۶۰) مجری تلویزیون اهل بریتانیا است. او از سال ۱۹۸۶ میلادی تاکنون مشغول فعالیت است. عمده دلیل محبوبیت روث اجرای برنامه‌های معروف تلویزیونی است که به همراه همسرش ایمون هولمز آن‌ها را اجرا می‌نماید. برخی از این برنامه‌ها عبارتند از:
This Morning (از سال ۲۰۱۰ تا کنون) • Gift Wrapped (در سال ۲۰۱۴) • How the Other Half Lives (از سال ۲۰۱۵ تا کنون)
روث لنگزفورد سال‌هاست در برنامه Loose Women که غالباً به بررسی مسائل زنان اختصاص داشته و از کانال آی‌تی‌وی بریتانیا پخش می‌شود، نقش اساسی ایفا می‌نماید؛ به‌گونه‌ای که با مسئولیتی فراتر از یک مجری تلویزیونی در آن ظاهر می‌گردد.